# Economia all'idrogeno (saggio)
Economia all'idrogeno La creazione del Worldwide Energy Web e la redistribuzione del potere sulla terra è un libro di Jeremy Rifkin pubblicato in Italia da Arnoldo Mondadori Editore nel 2002. Il testo affronta gli scenari possibili del futuro energetico planetario e ipotizza alcune possibili soluzioni. Il tema è affrontato con il supporto di dati. Il punto forte è la rilevazione del notevole tempo che può essere necessario per rivedere lo sviluppo alla luce del declino del petrolio e la rivoluzione anche dal punto di vista della organizzazione democratica della società. 
Nella storia dell'umanità, per alcuni aspetti, l'ascesa e la caduta delle civiltà, nonché le stesse gerarchie che in esse si instaurarono sono state saldamente legate alla disponibilità dell'energia e da chi ne detiene il possesso esclusivo decidendone la sua destinazione finale nel sistema. Disponibilità non solo di energia come noi la intendiamo(meccanica, termica, elettrica), ma in senso più ampio come impiego di risorse di ogni genere (anche economiche).
Rifkin ci porta l'esempio dell'impero romano:
- Le prime guerre per espandere il proprio dominio (impiego di "energia militare ed economica")

- Il territorio si espande: aumento degli abitanti dell'impero, aumento dei fabbisogni da soddisfare, incremento infrastrutture e spese ad esse correlate, vasti confini da controllare (impiego di ulteriore "energia militare ed economica")

- Prima crisi energetica: ricorso immediato ad altre risorse colonizzazioni (impiego di energia militare).

- Colonizzare Spagna ed Inghilterra non servì a molto, l'energia spesa per colonizzarle non viene ripagata dalle risorse che lì si trovarono(in termini di schiavi...);

- Crisi energetica e fine dell'impero romano.

All'Europa occorsero poi 600 anni per risorgere...
Noi oggi abbiamo la possibilità di evitare il declino dal punto di vista energetico, prendendo spunto
da internet e dalla concezione del WWW. Nel WWW tutti hanno la possibilità di diventare produttori e consumatori dei contenuti informatici, tutti gli individui sono sullo stesso piano.
La soluzione lanciata da Rifkin ai problemi del settore energetico-petrolifero consisterebbe nel creare una grande rete di interconnessione mondiale chiamata EWW “Energy Worldwide Web” (simile a WWW), dove tutti gli utenti nelle proprie abitazioni sono produttori ed utilizzatori di energia pulita, fornitori di energia per gli altri e produttori allo stesso momento per se stessi. Questo scenario paradisiaco ci salverebbe dal declino totale a patto che venga introdotto prima di un tempo in cui il passaggio all'idrogeno sia sufficiente per instaurare questa nuova concezione. Rappresenterebbe quindi una grande rivoluzione che coinvolgerebbe tutti, ridistribuendo il potere e la ricchezza su scala globale, risolvendo gran parte dei problemi anche ambientali del mondo attuale. Ciò non piace ai grandi produttori di petrolio e di energia che si vedrebbero intaccati nel loro principale e proficuo interesse. 
Inoltre, l'instaurazione della EWW potrebbe in parte risolvere il problema della produzione dell'idrogeno da combustibili fossili e inquinanti, delegando i singoli a destinare l'energia elettrica da loro prodotta (ad esempio tramite cogenerazione) a grandi centrali che effettueranno i processi di idrolisi delle molecole contenenti idrogeno su larga scala e rendendo così disponibile idrogeno anche per le aziende più "affamate" energeticamente parlando. Il tutto senza immettere ulteriore anidride carbonica in atmosfera.

## Edizioni
- Jeremy Rifkin, Economia all'idrogeno - La creazione del Worldwide Energy Web e la redistribuzione del potere sulla terra, traduzione di Paolo Canton, collana Oscar Mondadori, Arnoldo Mondadori Editore, 2002,  p. 348, ISBN 88-04-52122-8.